# Václav Němec (1969)
Václav Němec (* 5. březen 1969 Karlovy Vary) je český filosof, odborně se zaměřující kromě jiného na pozdně antickou a středověkou filosofii, filosofii 20. století, filosofickou antropologii a filosofii práva.

## Život
Jako gymnaziální student se v 80. letech zapojil do karlovarského undergroundu a navázal také kontakty s místním církevním prostředím. Po maturitě vystřídal v letech 1987 až 1988 různá krátkodobá zaměstnání (kulturní referent, poštovní doručovatel, prodavač), pak absolvoval základní vojenskou službu (1988–1990). V letech 1991–1997 studoval filosofii na Filozofické fakultě UK (FF UK) v Praze, pak absolvoval stipendijní studijní pobyt na německé Svobodné univerzitě Berlín; v období 1998–2006 studoval na FF UK doktorandské studium v oboru dějin filosofie.
Po roce 2000 působil jako odborný asistent na různých českých vysokých školách (2000–2002 na Vysoké škole Karlovy Vary, 2005–2007 na Fakulty filosofické Západočeské university v Plzni, 2007–2018 v Ústavu filosofie a religionistiky FF UK). Od roku 2001 je vědeckým pracovníkem Filosofického ústavu Akademie věd; počínaje 2019 se na FF UK habilitoval v oboru filosofie. V současnosti (2021) působí v Ústavu filosofie a religionistiky FF UK v Praze.
Pravidelně bývá hostem různých médií (např. Česká televize, Český rozhlas), kde komentuje současné dění; v minulosti se účastnil několika občanských iniciativ.